# Акушерство

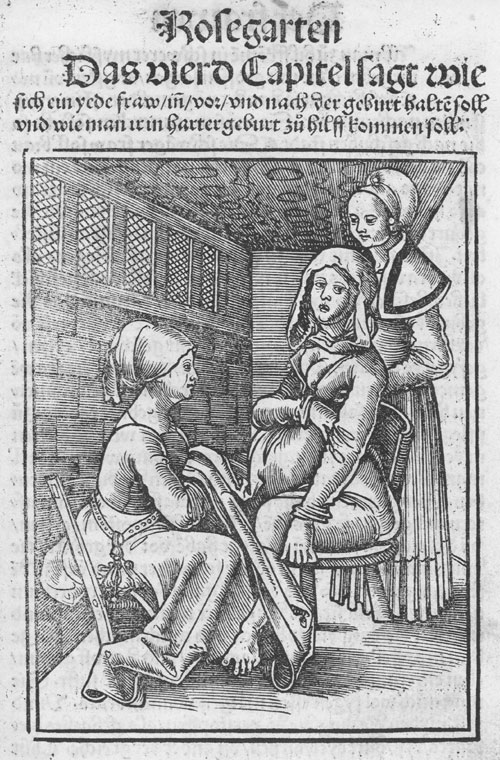
1513

Акуше́рство (від фр. accoucher — народжувати, приймати пологи) — наука про фізіологічні та патологічні процеси, що відбуваються в організмі жінки в зв'язку з вагітністю, під час пологів, а також у післяпологовий період, їхню фізіологію та патологію. Лікарі-спеціалісти з акушерства називаються акушерами-гінекологами, а медсестри — акушерками.

## Предмет
Акушерство вивчає і застосовує профілактичні, діагностичні й лікувальні заходи, що забезпечують сприятливий перебіг вагітності, пологів та післяпологового періоду;
Задачею акушерства є подавати відповідну допомогу в разі ускладненого чи патологічного перебігу їх. Крім того, вивчає фізіологічні та патологічні процеси, що відбуваються в організмі новонародженої дитини протягом перших днів її життя, розробляє і застосовує найдоцільніші заходи догляду за немовлятами.

## Історія
Акушерство (родопо́міч як система організації медичної допомоги вагітним і породіллям) є однією з найстаріших галузей медицини. Деякі відомості з нього мали народи Стародавніх Єгипту, Індії, Юдеї за 3 000 —1 000 до н. е. 
Першими акушерками в Україні були ворожбити, знахарі-відуни, обавники, потворники і кудесники, що лікували поруч із закляттями та замовляннями. Достатньо порад щодо родопомочі у староукраїнській літературі: «Ізборниках Святослава», «Фізіологу», «Пчелі», у літописах, лікувальниках, травниках, вертоградах, а особливо у праці княгині Євпракси-Зої (12 ст.). 
Лікарське знання стало «книжним», коли Україна увійшла в тісні зв'язки з Візантією. З'явилися вчені лічителі або лічці. Перша лікарня була заснована за княгині Ольги при Києво-Печерському монастирі. З тих же часів стали відомі і жінки-лічці: Февронія-цілителька в Євпраксія-Добродія (візантійська імператриця Зоя). Перу Євпраксії належить перша на Русі медична книга, написана грецькою, «Алімма», в якій викладено і систематизовано медичні знання тієї пори, зокрема з акушерства і гінекології.
Проте як конвенційна наука акушерство утворилось лише в 13 ст. у Франції, де була відкрита палата для породіль. До розвитку наукового акушерства в Україні у другій половині 18 ст. допомогу при пологах надавали лише баби-повитухи, що на практиці вивчалися від інших обізнаних жінок.
Перші поодинокі акушери в Україні з'явилися в кінці 18 — в першій половині 19 ст. Тоді ж працювали перші українці-гінекологи, що здобували освіту в західній Європі, а діяли переважно в Петербурзі й Москві: Нестор Амбодяк-Максимович(основоположник наукового акушерства в Російській імперії, написав перший значний посібник галузі), Данило Самойлович, Василь Ризенко, Олександр Данилевський. Перші акушерські клініки при університетах України були відкриті у Харкові (1829) та Києві (1844). 
Інтенсивно розвивається акушерство лише в другій пол. 19 ст., коли при університетах виникли катедри жіночих хвороб і гінекологічні клініки. У 1980-х по великих містах України постали наукові товариства лікарів жіночих хвороб та акушерські школи, пологові будинки, зросла мережа пологових ліжок у лікарнях (1913 — 1 221 ліжко), розвинулася наукова праця у галузі. Особливо відомими центрами акушерської науки стали клініка про Київському університеті (Т. Рейн, О. Муратов, М. Толочинов) і харківська клініка проф. Івана Лазаревича, що заснував у Харкові повивальний університет.
Однак на практиці лікарська родопоміч надавалась лише на 3—30% всіх пологів (1913: Київ — 29,3%, Харківська губернія 6,9%, Херсонська — 6,4%, Полтавська — 3,5%, Катеринославська — 3,7%). Питома вага стаціонарної родопомочі в Україні до Жовтневого перевороту дорівнювала 3—5 %. 
Значно розвинулось акушерство у 1920-30-х pp., кількість пологових ліжок збільшилася в УРСР до 39 000 у 1948 і 44 709 у 1971. Стаціонарне акушерство охопило 99,5% жінок (хоча на селі переважно через примітивні колгоспні будинки, обслуговувавні акушерками). Материнська смертність становила до 0,05%, смертність новонароджених — 0,7%, мертвонароджених — 1,4%.
| Рік  | У містах | У селах | У колгоспних пологових будинках |
| ---- | -------- | ------- | ------------------------------- |
| 1937 | 11 191   | 6 682   | 8 895                           |
| 1938 | 13 139   | 6 472   | 9 980                           |
| 1939 | 12 750   | 7 710   | 13 475                          |
| 1940 | 14 000   | 9 500   | 15 500                          |

Радянське вкушерство опрацьовувало питання полегшення перебігу вагітності, запобігання пізнім токсикозам та іншим ускладненням вагітності й пологів, знеболювання пологів, боротьба з надмірною втратою крові під час пологів, з передчасними та затяжними пологами, з травмою новонароджених, з мертвонароджуваністю і ранньою смертністю новонароджених, з материнською смертністю. Розвивалося в тісному зв'язку з фізіологією, хірургією, бактеріологією, гінекологією.
В УРСР на 1 січня 1959 було розгорнуто 28 549 пологових ліжок; колгоспних пологових будинків було 7 306. В 1958 стаціонарна допомога була подана в містах 99,5 % породіль, у сільських місцевостях — 96,7 %.
В 1944 виданий Указ Президії Верховної Ради СРСР «Про збільшення державної допомоги вагітним жінкам, багатодітним і одиноким матерям, посилення охорони материнства й дитинства», про встановлення почесного звання «Мати-героїня» і заснування ордена «Материнська слава» і «Медалі материнства».
В наступний період в Україні працювали 4 інститути охорони материнства та дитинства (Київ, Харків, Львів, Мукачево), а при всіх медичних (17) та інститутах лікарського донавчання (3) були катедри акушерства і гінекології. Українське Товариство Акушерів і Гінекологів об'єднувало 3 000 осіб, з 1936 по 2014 виходив журнал «Педіятрія, Акушерство та Гінекологія».

## Видатні акушери-гінекологи
Видатні акушери-гінекологи: Г. Писемський, О. Крупський, К. Жмакін, Л. Мельник, В. Хатунцев, А. Ніколаєв, Н. Панченко, Олександр Лур'є, О. Ольшанецький. В Україні вперше опрацьовано і запроваджено в життя психопрофілактичниц метод провадження пологів (К. Платонов, І. Вельвівський, А. Ніколаєв).